# Fletcher Benton
Pour les articles homonymes, voir Benton.
Fletcher Benton, né le 25 février 1931 à Jackson en Ohio et mort le 26 juin 2019 à San Francisco, est un sculpteur américain.

## Biographie
Né en 1931 à Jackson dans l'Ohio, Fletcher Benton produit des sculptures polychromes, géométriques et cinétiques. Il travaille principalement à San Francisco, le Musée d'art moderne de San Francisco lui organise une exposition personnelle en 1965.

## Galerie

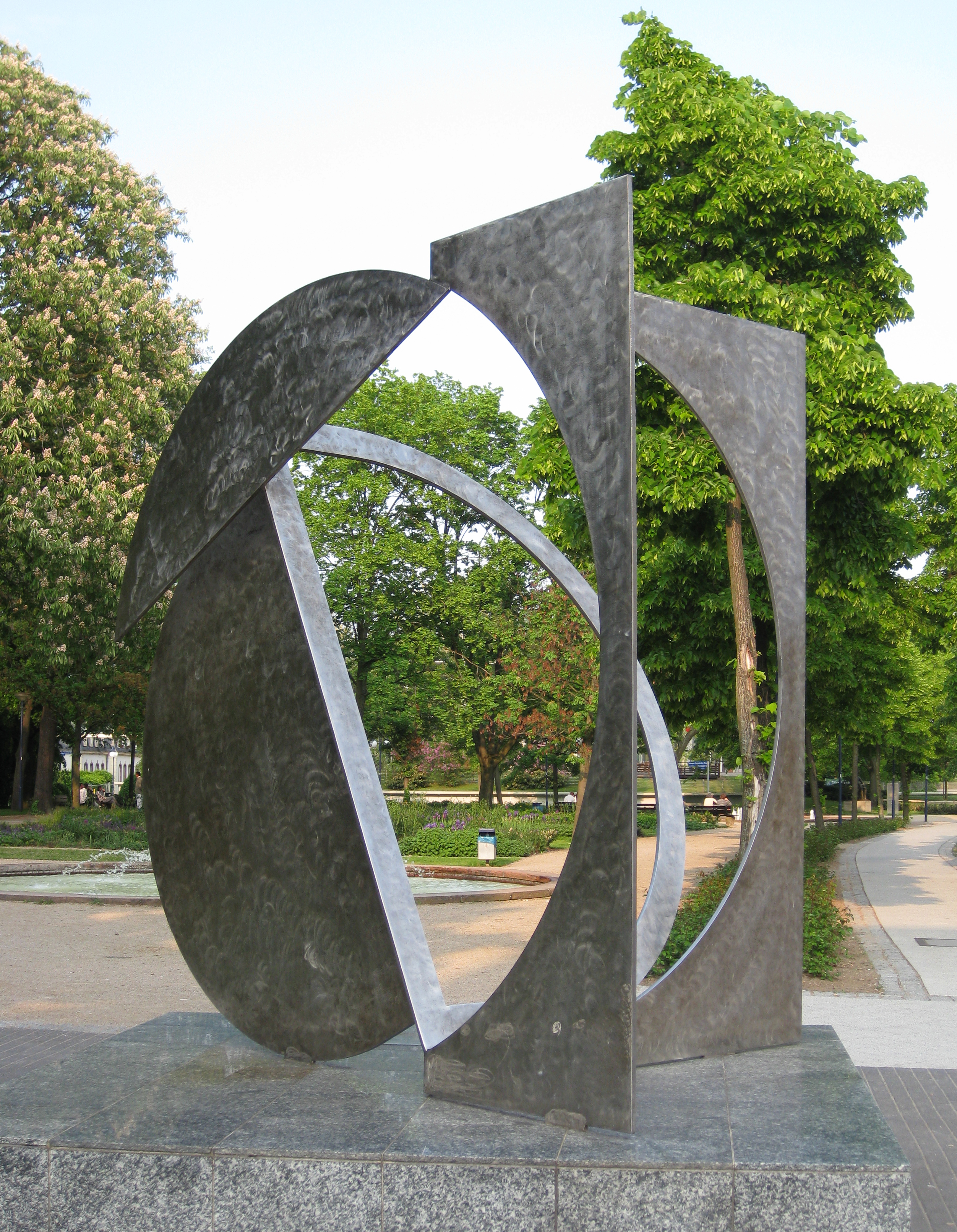
Folded Square D, Offenbach, Allemagne, 1981.
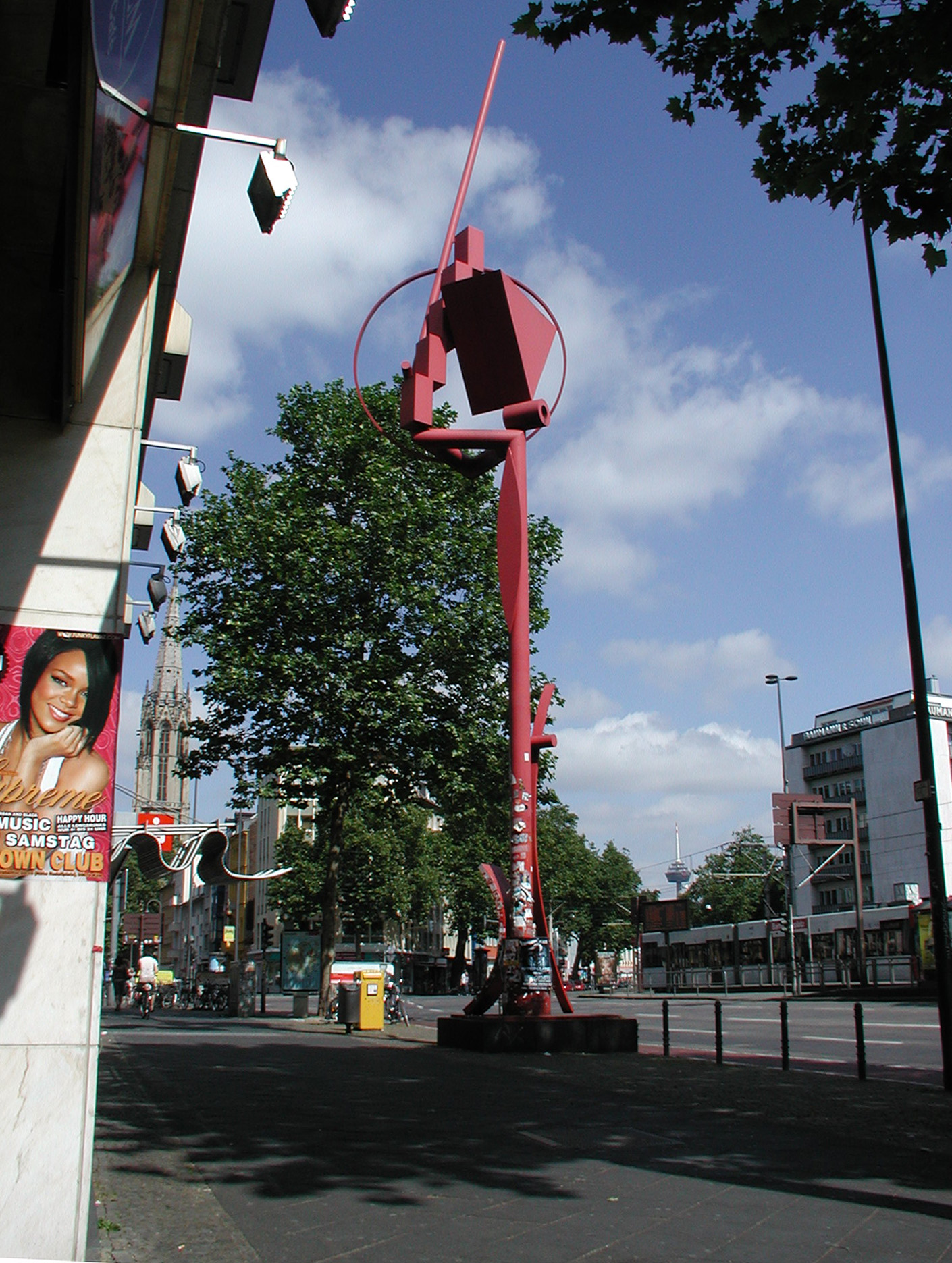
Steel-Watercolor-Triangle-Ring, Cologne, Allemagne, 1993.